# Luke Murphy (homme politique)
Luke Sean Murphy est un homme politique travailliste britannique qui est député de Basingstoke depuis les élections générales de 2024.

## Carrière parlementaire
Murphy est sélectionné comme candidat parlementaire du Parti travailliste pour Basingstoke en février 2024 après la démission du candidat précédent, David Lawrence, pour des raisons personnelles en novembre 2023. Murphy a auparavant été conseiller politique auprès des membres du cabinet fantôme d'Ed Miliband.
Murphy remporte le siège de Basingstoke pour le Parti travailliste lors des élections générales de 2024, devançant la titulaire du Parti conservateur Maria Miller et devenant le premier député travailliste de la circonscription. Il obtient une majorité de 6 484 voix, soit 42,7 % des voix et une évolution de 14 % en faveur du Parti travailliste par rapport aux élections générales de 2019.